# La Comète
Pour plus de détails, voir Fiche technique et Distribution.
La Comète est un téléfilm français de Claude Santelli diffusé pour la première fois le 21 décembre 1996 et le 6 novembre 2007 sur une chaîne russe. C'est une adaptation libre du roman La Fille du joueur de vielle de Suzanne Jacques-Martin.

## Synopsis
Alors que la Halley sème la panique dans un petit village normand du XVIIIe siècle, un jeune médecin tente de faire triompher la science et la raison. 
1759, Frédéric, médecin, recueille une petite fille aveugle. Il élève Lucile comme sa fille mais délaisse de plus en plus sa maîtresse, Agathe, l'épouse du maître de poste. Son attention est également mobilisée par le passage prochain de la comète de Halley, dont l'annonce sème la panique chez les paysans.
Une épidémie de variole semble d'ailleurs donner raison aux prédicateurs qui y voient une punition de Dieu. 
Dans la confusion générale, Frédéric tente de faire triompher la raison.

## Fiche technique
- Titre : La Comète
- Réalisation : Claude Santelli
- Scénario : Claude Santelli, d’après le roman de Suzanne Jacques-Martin
- Production : Serge Bany
- Coproduction : La Sept-ARTE, SFP productions, France 2
- Pays : France
- Directeurs de la photographie : Francis Junek, Lucien Msika, Thierry Tronchet
- Montage : Catherine Gabrielidis
- Son : Michel Vayssie
- Lieux de tournage : Querqueville, Valognes, Saint-Martin-Hébert
- Date de première diffusion :
  - France : 21 décembre 1996 (sur Arte).

## Distribution
- Samuel Labarthe : Frédéric
- Françoise Fabian : Agathe
- Nathalie Cerda : Marine
- Anne Pleven : Lucile
- Roland Bertin : Philibert
- Rufus : le joueur de vielle
- Armand Meffre : Le maître de poste

## Avis
« Avec La Comète, Claude Santelli offre une réflexion sur le siècle des Lumières et sur l'opposition entre science et superstition ». (Arte)
« Si le film débute comme une nouvelle de Maupassant, il se situe pourtant bien au siècle des Lumières. Deux univers familiers au réalisateur Claude Santelli, qui oppose au jeune médecin et à son ami astronome – raisonneurs et philosophes comme les personnages de Jacques le Fataliste. Les superstitions du petit peuple et les oracles d'un moine exalté. Adepte des jeux de construction, des récits dans le récit, Santelli introduit une troupe de comédiens itinérants, exutoire de ces peurs irraisonnées. Malgré une mise en scène souvent alerte et une distribution réjouissante (Samuel Labarthe, plein de fougue et Françoise Fabian, douloureuse et digne...), le propos s'alourdit et s'étire de citations en digressions oniriques. » (Télérama, Dominique Desré)